# Limburgerhof
Limburgerhof település Németországban, Rajna-vidék-Pfalz tartományban. Lakosainak száma 11 781 fő (2023. december 31.).

## Népesség
A település népességének változása:
| Lakosok száma | 9302 | 11 556 | 11 549 | 11 578 | 11 669 | 11 781 |
|               | 1975 | 2017   | 2019   | 2021   | 2022   | 2023   |